# Nations Cup Femenina
La Nations Cup Femenina (Women's Nations Cup) fue un torneo internacional de selecciones nacionales de rugby que organizó a intervalos irregulares la International Rugby Board (hoy World Rugby).

## Reseña
Sólo se jugaron 4 ediciones, la primera se llevó a cabo en 2008 en Londres y se trató de un triangular entre Inglaterra, Canadá y Estados Unidos, equipos que participaron todos los años. Los torneos de 2009 y 2011 se disputaron en Oakville, Canadá donde las inglesas conquistaron su segundo y tercer título. El último torneo se disputó en Colorado, Estados Unidos oportunidad en que las canadienses levantaron la copa por única vez después de vencer a Inglaterra por 27 - 13.
Además de las tres selecciones mencionadas, Francia se presentó en una ocasión mientras que Sudáfrica lo hizo tres veces y siempre clasificó último.

## Campeonatos
| Edición | Año  | Campeón    | 2º puesto      | 3º puesto      | 4º puesto | 5º puesto |
| ------- | ---- | ---------- | -------------- | -------------- | --------- | --------- |
| I       | 2008 | Inglaterra | Canadá         | Estados Unidos |           |           |
| II      | 2009 | Inglaterra | Estados Unidos | Francia        | Canadá    | Sudáfrica |
| III     | 2011 | Inglaterra | Canadá         | Estados Unidos | Sudáfrica |           |
| IV      | 2013 | Canadá     | Inglaterra     | Estados Unidos | Sudáfrica |           |

## Posiciones
Número de veces que los equipos ocuparon cada posición en todas las ediciones.
| Equipo         | Campeón | 2º puesto | 3º puesto | 4º puesto | 5º puesto |
| -------------- | ------- | --------- | --------- | --------- | --------- |
| Inglaterra     | 3       | 1         |           |           |           |
| Canadá         | 1       | 2         |           | 1         |           |
| Estados Unidos |         | 1         | 3         |           |           |
| Francia        |         |           | 1         |           |           |
| Sudáfrica      |         |           |           | 2         | 1         |